# Лига Юга
«Лига Юга» (англ. League of the South, LS) — американская политическая организация, идеология которой включает белый национализм, белый сепаратизм, неоконфедератизм и идею превосходства «белой расы». Заявляет, что её конечной целью является создание «свободной и независимой южной республики» на территории Юга США. Штаб-квартира находится в Киллене, штат Алабама.
Группа определяет южные штаты как штаты, входившие в состав бывшей Конфедерации (Алабама, Арканзас, Флорида, Джорджия, Луизиана, Миссисипи, Северная Каролина, Южная Каролина, Техас, Теннесси и Вирджиния). Группа также утверждает, что является религиозным и общественным движением, выступающим за возвращение к более традиционно консервативной, ориентированной на христианство культуре Юга США.
Движение и его члены связаны с альтернативными правыми. Группа была частью неонацистского «Националистического фронта». Участвовала в митинге Пайквилля в Пайквилле, штат Кентукки, марше «Объединённых правых» в Шарлоттсвилле, штат Вирджиния, и митинге «Жизни белых важны» (White Lives Matter) в Шелбивилле, штат Теннесси, в качестве ключевого организатора всех этих мероприятий. Южный центр правовой защиты бедноты квалифицировал «Лигу Юга» как группу ненависти.

## История
Организация была создана в 1994 году Майклом Хиллом и другими, включая поверенного Джека Кершоу и либертарианского историка Томаса Вудса. Лига Юга была названа в честь Лиги объединённых южан, группы, организованной в 1858 году для формирования общественного мнения Юга, и Лиги Севера (Северная лига), весьма успешного популистского движения в Северной Италии, у которого группа черпала вдохновение.
Первое собрание Лиги включало 40 человек, 28 из которых сформировали организацию «Южная лига». Название было изменено на «Лигу Юга» в 1996 году, чтобы избежать путаницы с Южной лигой Малой бейсбольной лиги. Среди первых членов были южные профессора, в том числе президент организации Майкл Хилл. Хилл был профессором британской истории и специалистом по кельтской истории в Стиллман-колледже, исторически чёрной школе в Таскалусе, штат Алабама. Однако с того времени Хилл оставил свою преподавательскую должность.
В 2000 году группа поддержала Пата Бьюкенена и Партию реформ.
Со временем взгляды группы стали более радикальными, и члены-основатели Грэди Маквини и Форрест Макдональд осудили лидерство Майкла Хилла и покинули организацию к 2004 году.
С 2007 года основным изданием Лиги является ежеквартальный таблоид «The Free Magnolia».

## Идеология

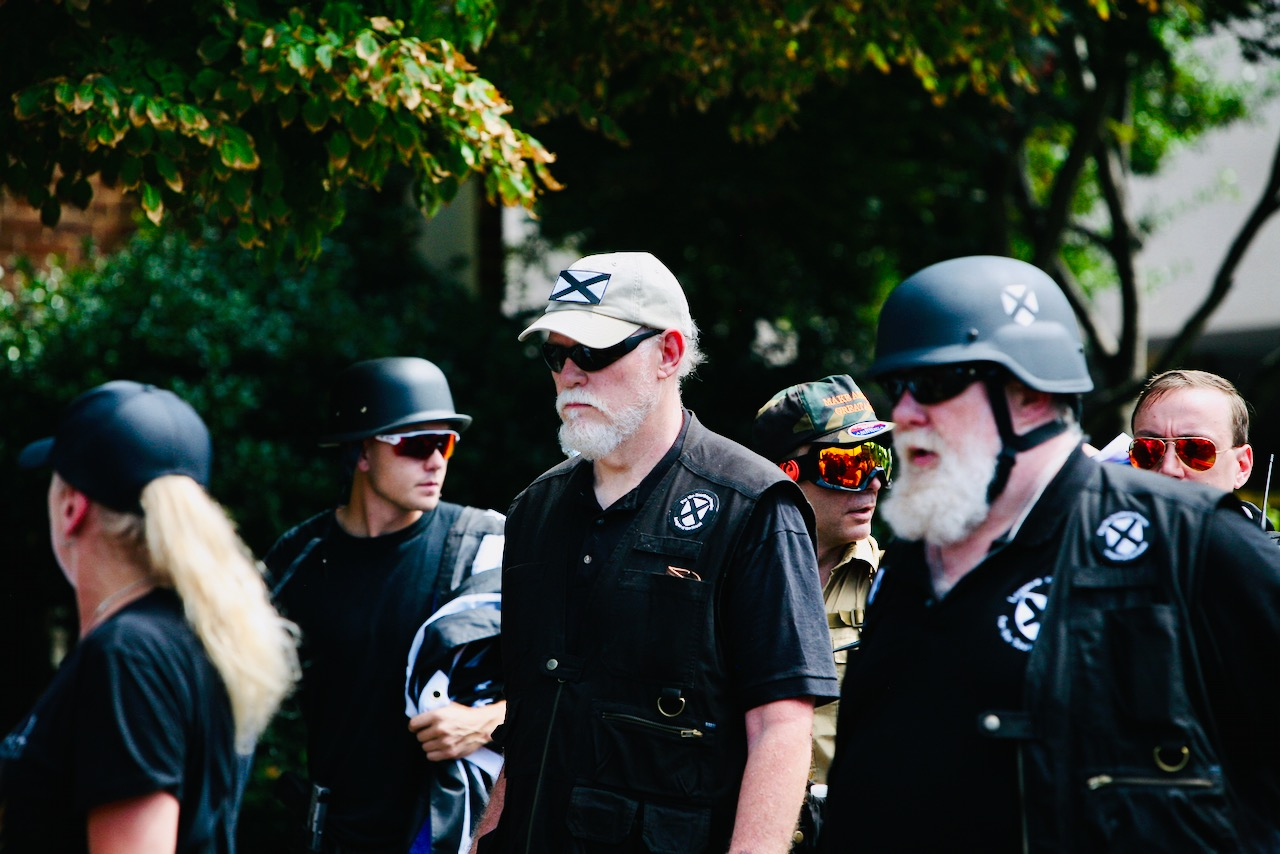
Майкл Хилл (в центре) и другие члены «Лиги Юга» на марше «Объединённых правых», 2017

Лига «воинственно» использует «кельтскую» мифологию против того, что «воспринимается её членами как политкорректное прославление мультикультурного южного многообразия».
Группа считает, что Юг Соединённых Штатов должен быть независимой страной, управляемой белыми мужчинами.
В 2001 году Лига потребовала у Конгресса США выплатить 5 миллиардов долларов в качестве репараций за «имущество» (которое в то время включало рабов), которое было захвачено или уничтожено силами Союза во время Гражданской войны. Юрисконсульт группы Джек Кершоу сообщил, что их предложение включало выплату репараций афроамериканцам за якобы негативное воздействие прекращения рабства на их предков: «Чёрным в довоенные времена на Юге было лучше, чем где-либо ещё… Они тоже многое потеряли, когда тот образ жизни был разрушен».
Лига определяет культуру южных штатов как глубоко христианскую и направленную против абортов. Она описывает южную культуру как англо-кельтскую по своей природе (возникшую на Британских островах), и считает, что основная англо-кельтская культура Юга должна быть сохранена.
Согласно идеологии группы, Юг США находится во власти марксистского и эгалитарного общества. В «Заявлении об основных убеждениях Лиги», сказано, что движение выступает за стигматизацию «извращённости и всего, что направлено на подрыв брака и семьи».
Лига считает, что общность, которую она называет «южным народом», имеет право на отделение от Соединённых Штатов, и призывает «сбросить ярмо имперского угнетения [федерального правительства]». Продвигается идея Южной Конфедерации суверенных, независимых государств. Лига поддерживает строгое ограничение иммиграции, выступает против регулярных армий и любого регулирования огнестрельного оружия. Эта идея независимой нации описывается в публикациях Лиги как часть процесса, направленного на убеждение «южан», что они обладают уникальной идентичностью.
Группа фокусируется на вербовке и поощрении «культурного отделения». В ноябре 2006 года представители Лиги посетили Первый североамериканский сецессионистский съезд, где были представлены участники из разных частей страны. В октябре 2007 года Лига стала одним из организаторов Второго североамериканского сецессионистского съезда в Чаттануге, штат Теннесси.
В 2015 году группа объявила, что проведёт мероприятие, посвящённое убийству Авраама Линкольна, и прославит его убийцу Джона Бута как героя. 11 апреля 2015 года мероприятие было организовано вице-председателем отделения Лиги в Мэриленде и Вирджинии Шейном Лонгом. На главной странице Лиге в Facebook говорилось: «Присоединяйтесь к нам в апреле, чтобы отпраздновать великое достижение Джона Уилкса Бута. Он знал человека, которого нужно было убить, когда он его увидел!».
Лига неоднократно пыталась создать военизированные формирования.
Группа выступает против бумажной валюты, подоходного налога с населения, центральных банков, налогов на имущество и большей части государственного регулирования бизнеса. Поддерживает налоги с продаж и сборы с пользователей.
В 2000 года Южный центр правовой защиты бедноты (SPLC) определил «Лигу Юга» как группу ненависти, указав на подражающий академическим текстам исторический негационизм группы и её призывая к отделению части штатов. Хилл назвал это определение политически мотивированным.
По определению Антидиффамационной лиги, «Лига Юга» является группой сторонников превосходства «белой расы», которая пропагандирует расизм и антисемитизм посредством мероприятий, проводимых с другими группами сторонников превосходства «белой расы». В 2017 году «Лига Юга» присоединилась к «Националистическому фронту», свободной коалиции неонацистов и других сторонников превосходства «белой расы».

## Участники
В совет директоров «Лига Юга» входят Майкл Хилл, Марк Томи, Майк Крейн, Сэм Нельсон и Джон Кук. Среди основателей были Томас Флеминг, Томас Вудс, Грэди Маквини, Клайд Уилсон и Форрест Макдональд.